# Iddo Goldberg
Pour les articles homonymes, voir Goldberg.
Iddo Goldberg est un acteur israélo-britannique né le 5 août 1975 à Haïfa en Israël.

## Biographie

### Vie privée
Son père vient de Riga en Lettonie. 
Le 17 juin 2012, il épouse sa partenaire dans la série Journal intime d'une call girl, Ashley Madekwe.

## Filmographie

### Cinéma
- 1998 : Fast Food : Junkie
- 2002 : L'Auberge espagnole : Alistair
- 2004 : Suzie Gold (en) : Anthony Silver
- 2004 : La Sentinelle (The Defender) : Scripts
- 2005 : Crime City (A Little Trip to Heaven) : Russle
- 2005 : Dead Fish : Thief
- 2006 : Bye Bye Harry! : Ian
- 2006 : Withdrawal (court métrage) : Freddie
- 2006 : Are You Ready for Love? : Benjamin
- 2007 : Trop jeune pour elle (I Could Never Be Your Woman) : directeur
- 2007 : Cours toujours Dennis (Run Fatboy Run) : Reporter
- 2008 : Les Insurgés (Defiance) : Yitzhak Shulman
- 2009 : London Nights (Unmade Beds) : Mike
- 2009 : Fused (court métrage) : Danny
- 2009 : The Tournament : Tech Rob
- 2010 : The Tourist : l'assistant de Jones
- 2012 : And While We Were Here : Leonard
- 2013 : Last Passenger : Jan Klimowski
- 2017 : La Femme du gardien de zoo (The Zookeeper's Wife) de Niki Caro : Maurycy Fraenkel
- 2018 : Driven de Nick Hamm : Roy

### Télévision
- 1998 : The Bill : Kevin Baxter (Episode: "Bad Chemistry")
- 1999 : Jésus (Jesus) : Seth
- 2000 : Holby City : Simon Martin (Episode: "Letting Go")
- 2000 : The Bill : Wayne Stevens (Episode: "Beyond Conviction")
- 2000-2001 : Start-up (Attachments) : Brandon (13 épisodes)
- 2001 : 1943, l'ultime révolte (Uprising) : Zygmunt Frydrych
- 2004 : Little Britain : joueur de tennis
- 2005 : Nathan Barley : Peter (3 épisodes)
- 2005 : Last Rights : Sol
- 2007 : Skins : William (Episode: "Jal")
- 2007 : The Relief of Belsen : Emmanuel Fisher
- 2007-2011 : Journal intime d'une call girl (Secret Diary of a Call Girl) : Ben (31 épisodes)
- 2009 : Irena Sendler (Dzieci Ireny Sendlerowej) : Jakub Rozenfeld
- 2011 : Meurtres en sommeil (Waking the Dead) : Tom Harding (2 épisodes)
- 2011 : Christopher et Heinz (Christopher and His Kind) : Wilfred Landauer
- 2012 : Mentalist (The Mentalist) : Tony Redgrave (Episode: "Red Is the New Black")
- 2013 : NCIS : Enquêtes spéciales (NCIS) : Yaniv Bodnar (Episode: "Berlin")
- 2013 : Peaky Blinders : Freddie Thorne (saison 1)
- 2013 : Mob City : Leslie Shermer (5 épisodes)
- 2014-2017 : Salem : Isaac Walton (36 épisodes)
- 2015 : Toutânkhamon : Le Pharaon maudit (Tut) : Lagus
- 2018 : Genius (saison 2) : Leo Stein
- 2020 :  Snowpiercer : Bennett Knox